# RODEO DRIVE (PERSONZの映像作品)
『RODEO DRIVE』（ロデオ・ドライブ）は、PERSONZの第一弾DVDアルバムである。
全6曲すべてが新曲、レコーディング風景をライブ会場にて無人の状態で一発録りした作品。

## 収録曲
1. RODEO DRIVE
　（作詞：JILL / 作曲：渡邉貢 / 編曲：PERSONZ）
2. 素晴らしきメディア
　（作詞：JILL / 作曲：渡邉貢 / 編曲：PERSONZ）
3. WHAT IS FREE?
　（作詞：JILL / 作曲：本田毅 / 編曲：PERSONZ）
4. NEW WORLD
　（作詞：JILL / 作曲：渡邉貢 / 編曲：PERSONZ）
5. JOIN HANDS
　（作詞：JILL / 作曲：渡邉貢 / 編曲：PERSONZ）
6. HIVE
　（作詞：JILL / 作曲：渡邉貢 / 編曲：PERSONZ）
7. HIVE(acoustic version)
　（作詞：JILL / 作曲：渡邉貢 / 編曲：PERSONZ）

## 品番
DVD: JPBP-13801